# Rom Cri Brașov
Rom Cri Brașov a fost o echipă de handbal din Brașov care a evoluat în Liga Națională.